# АК-176
АК-176 — универсальная корабельная артустановка калибра 76,2 мм советского/российского ВМФ. Создавалась для кораблей малого водоизмещения и катеров.

## Разработка и испытания
Потребность в мощной, но лёгкой универсальной артустановке для кораблей небольшого водоизмещения и катеров была осознана руководством Советского ВМФ в конце 1960-х годов. Тактико-техническое задание на создание новой установки было утверждено 30 сентября 1969 года. 15 марта 1971 года было принято постановление Совета министров СССР о разработке нового орудия. Технический проект установки, получившей рабочее наименование А-221, был представлен разработчиком — ЦНИИ «Буревестник» (г. Горький). Главным конструктором установки был Г. П. Рындык.
Испытания установки на Ржевском полигоне проходили с 14 апреля по 14 июня 1977 года. Корабельные испытания были проведены с 23 января по 30 января 1979 года на ракетном катере Р-5 проекта 1241-1 в районе Балтийска. Артустановка А-221 была принята на вооружение 22 июня 1979 года под индексом АК-176.
Производство АК-176 велось на Горьковском машиностроительном заводе.
В 2017 г. ОАО «Машиностроительный завод „Арсенал“» (Санкт-Петербург) успешно завершило полигонные испытания модернизированной артустановки АК-176МА калибра 76,2 мм. По сравнению с предыдущими модификациями, у АК-176МА более чем в два раза повышена точность наведения приводов, в два раза повышена кучность стрельбы, значительно выросла скорость наведения, а масса артустановки снижена и составляет менее 9 тонн. Новой артустановкой вооружат патрульные корабли проектов 22160 и 23550 (ледовый класс), малые ракетные корабли проекта 22800 «Каракурт» и ракетные катера проекта 12418.

## Конструкция

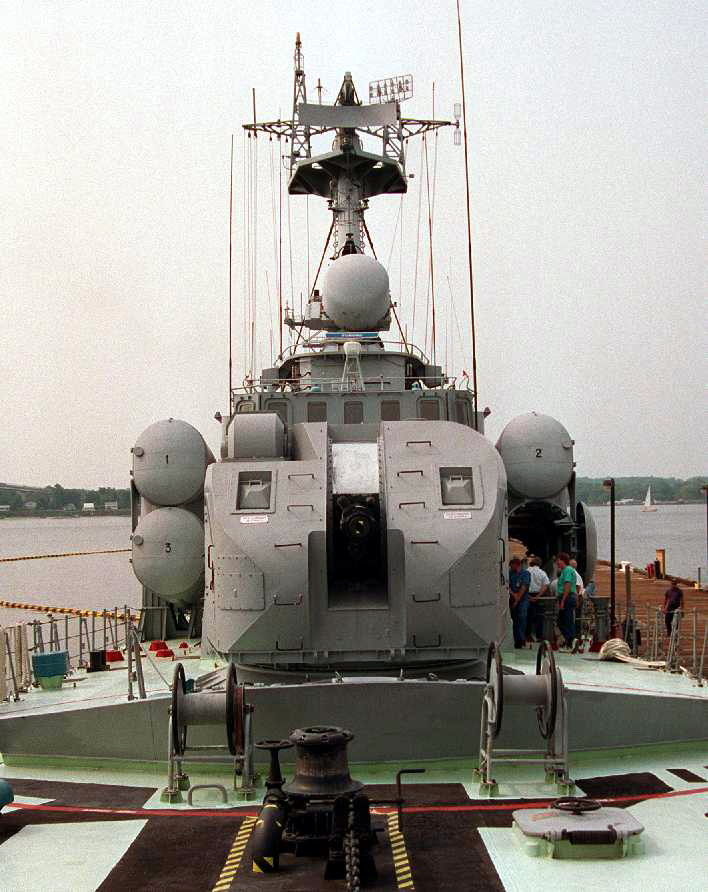
АК-176 на ракетном катере.

Одноствольная автоматическая артиллерийская установка закрытого типа. Ствол моноблочный, с постоянной нарезкой. Затвор вертикальный, клиновой. Автоматика действует за счёт энергии отката. Охлаждение ствола непрерывное, производится забортной водой, прогоняемой через кожух охлаждения ствола.
Питание орудия непрерывное, двухстороннее, безобойменное. Механизмы подачи состоят из двух групп, левой и правой и связаны в единую кинематическую цепь. Система подачи включает в себя платформу, на которой находятся два горизонтальных транспортёра с обоймами на 76 патронов каждый, два цепных элеватора и два маятника с приводом. В экстренных ситуациях возможно ручное заряжание.
Башня АК-176 впервые в отечественной практике изготовлена из лёгкого металла — алюминиево-магниевого сплава AМг6. Его толщина 4 мм, он защищает установку только от забортной воды и атмосферных воздействий. Предложение изготовить башню из броневой стали не было принято, так как даже 5-миллиметровая броня утяжелила бы установку на тонну. Приводы башни и механизмов орудия электрические.
Для наведения АК-176 возможны три способа:
- дистанционно-автоматически, под управлением корабельной радиолокационной системы управления стрельбой МР-123/176[4];
- полуавтоматически, с помощью башенного оптического прицела К-221А;
- вручную, с помощью визиров ВД-221, расположенных в самой установке.

Стрельба ведётся со скорострельностью 30, 60 или 120 выстрелов в минуту. Максимальная продолжительность непрерывной очереди — 70 выстрелов, после чего требуется охлаждение в течение 25—30 минут. Время перехода из походного положения в боевое — 3 минуты, из боевого в режим стрельбы — 15 секунд. Боеприпасы унифицированы с установкой АК-726. Масса унитарного патрона 12,8 кг, масса зенитного и осколочно-фугасного снарядов — 5,9 кг. Снаряды снаряжены 400 граммами взрывчатого вещества A-IX-2.
Расчёт установки в штатном режиме — 2 человека, командир и электрик. Для обслуживания установки в ручном режиме расчёт увеличивается до 4 человек.

## Корабли, оснащенные АК-176
- Большие десантные корабли проекта 775М
- Сторожевые корабли проекта 1166.1 «Гепард»
- Малые ракетные корабли проекта 12341
- Малые ракетные корабли проекта 1239
- Ракетные катера проекта 1241-T
- Ракетные катера проекта 1241-M
- Ракетные катера проекта 206-МР
- Малые противолодочные корабли проекта 1124
- Малые противолодочные корабли проекта 1124-M
- Малые противолодочные корабли проекта 12412
- Малые противолодочные корабли проекта 1331-М
- Сторожевые катера проекта 10410
- Корабль ССВ-33 «Урал»
- Пограничные сторожевые корабли проекта 22100 «Океан»
- Морские тральщики проекта 12660
- Патрульные корабли проекта 22160

## Основные пользователи АК-176

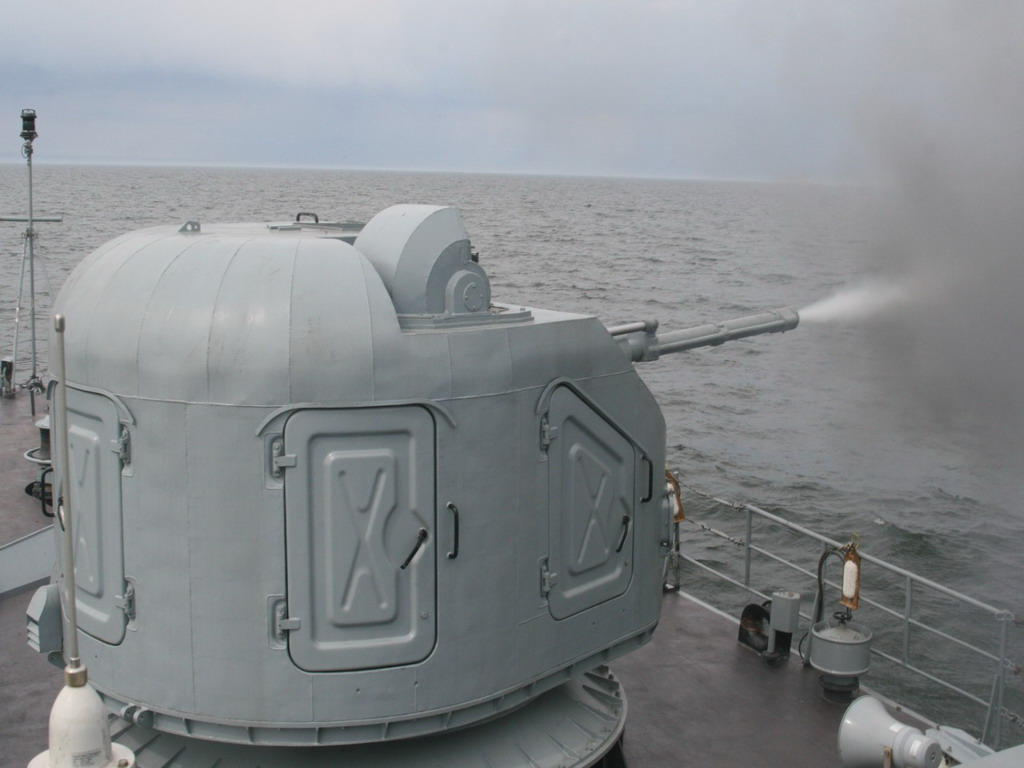
Польская АК-176 ведёт огонь

- Болгария
- Китай (копия H/PJ-26)
- Индия
- Польша
- Румыния
- Словения
- СССР
  -  Россия
  - Украина
- Вьетнам
- Йемен